# La Shica
La Shica, właśc. Elsa Rovayo – hiszpańska piosenkarka łącząca flamenco, copla i rap. 
Ma 1,58 cm wzrostu, stąd pseudonim La shica, co znaczy mała. Dawniej tańczyła flamenco.